# سنودن (فلم)
سنودن (بالإنجليزية: Snowden) هو فيلم إثارة أمريكي-ألماني صدر في عام 2016. الفيلم من إخراج أوليفر ستون وكتابة ستون وكيران فيتزجيرالد. الفيلم مبني على الكتابين ذا سنودن فايلز من تأليف لوك هاردينغ وتايم أوف ذا أكتوبوس من تأليف اناتولي كوشرينا. طاقم التمثيل يشمل جوزيف غوردون-ليفيت وشايلين وودلي وميليسا ليو وزاكري كوينتو وتوم ويلكينسون وسكوت إيستوود.
بدء تصوير سنودن في 16 فبراير 2015 في ميونخ، ألمانيا. صدر الفيلم في الولايات المتحدة بتاريخ 16 سبتمبر 2016.

## القصة
الفيلم يتبع إدوارد سنودن، وهو مهني كمبيوتر سرب معلومات سرية من وكالة الأمن القومي الأمريكية لصحيفة الغارديان في يونيو/حزيران 2013.

## الميزانية والإيرادات
بلغت تكلفة إنتاج الفيلم حوالي 40 مليون دولار.

## وصلات خارجية
- مقالات تستعمل روابط فنية بلا صلة مع ويكي بيانات

لا توجد روابط لمواقع التواصل الاجتماعي.